# Fernand Augereau
Fernand Alfred Désiré Augereau (* 23. November 1882 in Naintré; † 26. Juli 1958 in Combrée) war ein französischer Radrennfahrer.
Seine Karriere begann Augereau im Jahr 1902 als Einzelteilnehmer mit dem Start beim Eintagesrennen Paris–Rennes, wo er den siebten Platz belegte. 1903 startete er bei der Tour de France im Team La Française. Die ersten Etappen konnte Augereau, der das Radrennen mit der Startnummer 039 bestritt, als Vierter (1. und 5. Etappe), Achter (2. Etappe) und Zwölfter (3. und 4. Etappe) beenden. Mit seinem zweiten Platz auf der Schlussetappe sicherte er sich mit einer Gesamtzeit von knapp über 99 Stunden den dritten Platz in der Gesamtwertung der ersten Tour. Im Jahr 1904 gewann Augereau, erneut als Einzelteilnehmer startend, das Eintagesrennen Bordeaux–Paris. Im Jahr 1911 beendete Augereau seine Karriere als professioneller Radrennfahrer.